# Sarnatxo
Un sarnatxo o senatxo és una mena de cabàs o cistell de mà, normalment fet d'espart i herbes seques o fulles de palma que serveix per anar al mercat i omplir-lo amb productes frescos, fruita, verdura de l'horta o el camp i altres queviures. El mot prové del mossàrab sannáǧ, que significa senalla. La terminació «-atxo» és originària de les comarques de l'Alcoià i el Comtat. Possibles mots amb la mateixa etimologia serien senatxo (que és una bossa de xarxa que serveix per a portar-hi animals caçats), o bé senalla (que és un cabàs d'espart o de palma, més ample de boca que de baix, quasi tan alt com ample de boca; cabàs), més prop del sarnatxo original.
La dita «del mateix color tinc un sarnatxo» és una expressió usada per donar suport a la veritat en el comentari d'algú.